# بنوا كومو
بنوا كومو هو سياسي كندي، ولد في 23 يوليو 1916 في Comeauville ‏ في كندا، وتوفي في 9 ديسمبر 1995 في Digby County, Nova Scotia ‏ في كندا. نشط حزبياً في الحزب الليبرالي في نوفا سكوشا ‏.